# Gaud Amable Hugon
Gaud Amable Hugon (Granville, 31 gennaio 1783 – Parigi, 1º dicembre 1862) è stato un ammiraglio e senatore francese, veterano delle guerre napoleoniche, fu governatore ad interim del Senegal dal settembre 1824 al novembre 1825. Si distinse successivamente nel corso della battaglia di Navarino e in quella del Tago (1831), e fu comandante della flotta delle navi da trasporto su cui era imbarcato il corpo di spedizione francese destinato all'occupazione dell'Algeria (1830). Membro del Consiglio dell'ammiragliato, divenne Senatore del Secondo Impero il 26 febbraio 1852. Insignito della Gran croce della Legion d'onore.

## Biografia

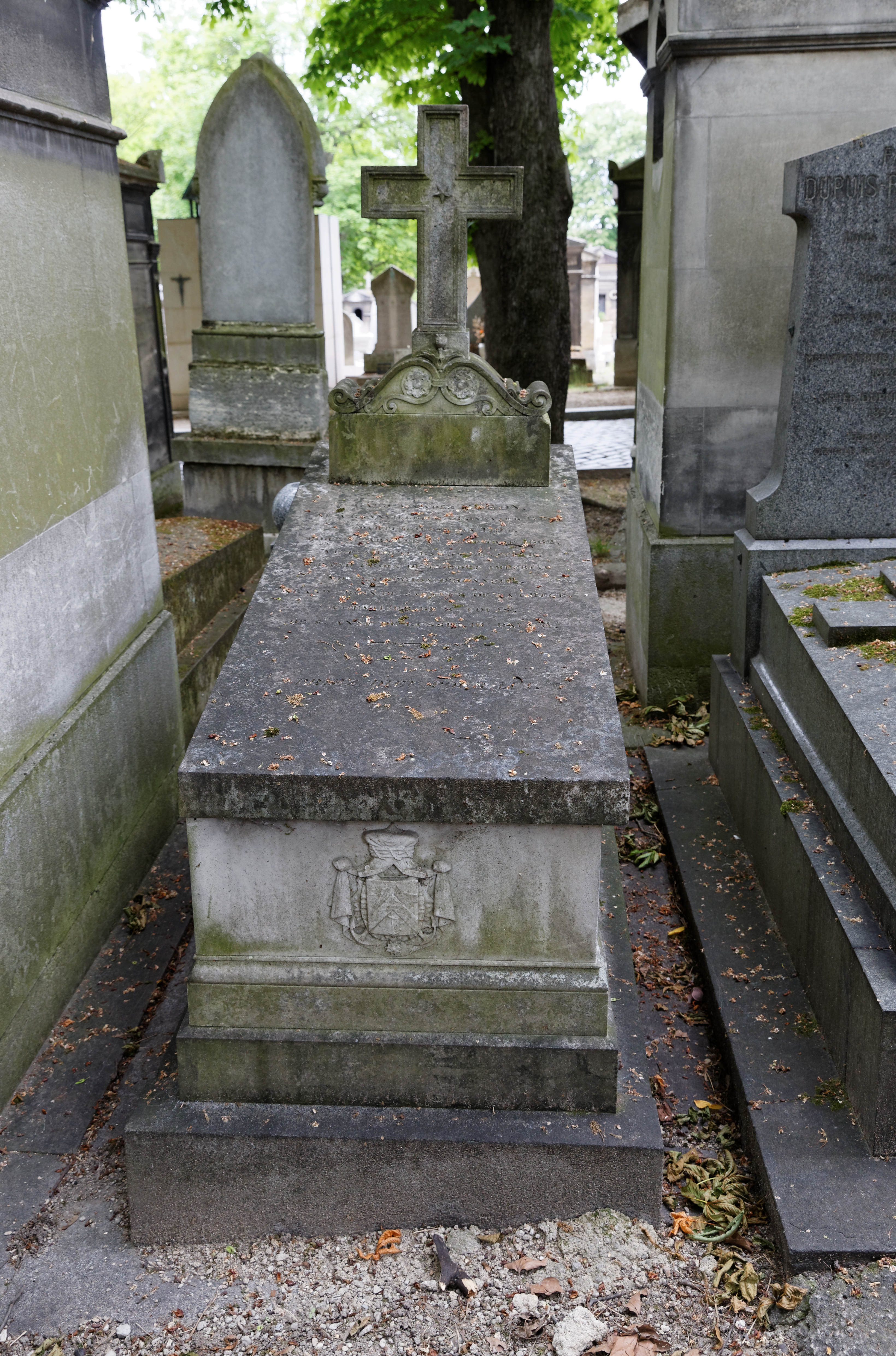
Tomba del viceammiraglio Gaud Amable Hugon presso il cimitero del Père-Lachaise.

Nacque a Granville, dipartimento della Manica, il 31 gennaio 1783, figlio di Louis, signore di Hautmesnil, Priore consulto di Granville, presidente del locale Tribunale del Commercio, e di Julienne Jeanne Félicité Ganne. Rimasto orfano di padre fu arruolato come mozzo all'età di dieci anni, imbarcandosi sulla Nicodème a Brest come marinaio all'età di dodici. Fu catturato dagli inglesi, rimanendo prigioniero di guerra per quattordici mesi. Aspirante nel 1798, brevettatosi alla Scuola di idrografia di Grenville, divenne enseigne de vaisseau nel 1805, quando fu di nuovo catturato dagli inglesi al termine di un duro combattimento di quattro ore contro forze superiori. Tenente di vascello nel 1810,  promosso capitano di fregata nel 1819, fu designato come governatore dell'isola e del forte di Gorée, sulla costa del Senegambia, allora snodo della navigazione e del commercio con l'Africa occidentale, nel 1823. Il 16 agosto di quell'anno fu insignito della Croce di Cavaliere della Legion d'onore. Ricoprì le funzioni di governatore interinale del Senegal dal settembre 1824 al novembre 1825.
Promosso capitano di vascello il 22 maggio 1825, l'anno successivo assunse il comando della fregata Armide. Partecipò volontariamente, nel 1827, alla spedizione franco-russo-britannica contro gli Ottomani, e si distinse nel corso della battaglia di Navarino, agli ordini di Henri de Rigny. In questa battaglia, al comando della Armide,  colò a picco una fregata nemica venendo insignito della Medaglia di Navarino su richiesta di Lord Byron, e titolo nobiliare di Barone il 4 giugno 1830.  Partecipò all'occupazione di Algeri come comandante della flotta di navi da trasporto su cui era imbarcato il corpo di spedizione francese, garantendo poi, per diversi mesi, il trasporto dei rifornimenti per le truppe francesi tra la Francia e Algeria.
Promosso contrammiraglio nel 1831, alzando la sua insegna sul vascello da 74 cannoni Trident comandò la squadra di Tolone che liberò l'arcipelago del Mar Egeo dai pirati che lo infestavano. Tra il 1831 e il 1834 fu comandante della stazione navale francese del Tago, in Portogallo, partecipando alla battaglia dell'11 luglio 1831, e poi di quella del Levante. Nel 1837 fu Presidente del Consiglio dei Lavori Marittimi. Nel 1840 fu inviato con una squadra navale nelle acque di Costantinopoli per controbilanciare le influenze inglesi e russe, e nell'agosto dello stesso anno comandò la Escadre de Méditerranée che fu inviata nella acque del Lavante a seguito della crisi internazionale provocata dagli avvenimenti in Egitto. Il 31 dicembre 1840 fu promosso viceammiraglio.
Il 1 gennaio 1841 alzò la sua insegna sul vascello da 90 canoni Iéna. Dal 1843 fu membro del Consiglio dell'ammiragliato, e nel febbraio 1851 abbandonò i comandi operativi in mare per dedicarsi a compiti amministrativi, avendo una parte importante nella trasformazione della marina francese da velica a vapore. Entrò nel Senato il 26 febbraio 1852, rimanendovi fino alla data della sua morte avvenuta a Parigi il 1 dicembre 1862. La salma fu tumulata nel cimitero del Père-Lachaise.
Francesco d'Orléans, principe di Joinville, che fu suo allievo, scrisse nelle sue Memorie: Non ho mai conosciuto un marinaio migliore di lui. Indovinava il tempo, lo prevedeva prima del barometro e di conseguenza prendeva in anticipo tutte le misure. Era l'istinto delle cose marine in persona. Un'isola della Nuova Caledonia porta il suo nome.

### Annotazioni
1. ↑  Tale titolo gli fu confermato come ereditario con un brevetto imperiale del 1861.

### Fonti
1. ↑  Three Decks.
2. 1 2 3 4 5 6 7 8 9 10 11 12 13 14 15  Sahm Granville.
3. 1 2 3 4 5 6 7 8 9 10 11 12 13 14  Ecole Navale.
4. 1 2 3 4  Robert, Cougny, Bourtolon 1891, p. 369.
5. 1 2 3 4 5  Robert, Cougny, Bourtolon 1889-1891, p. 370.